# 粗鰭花蛇鰻
粗鰭花蛇鰻，為輻鰭魚綱鰻鱺目糯鰻亞目蛇鰻科的其中一種，分布於東太平洋區，從墨西哥至巴拿馬海域，棲息深度44-64公尺，體長可達51公分，棲息在沙底質海域，為底棲性魚類，屬肉食性，生活習性不明。

## 擴展閱讀
維基物種上的相關：粗鰭花蛇鰻